# BMW R 11

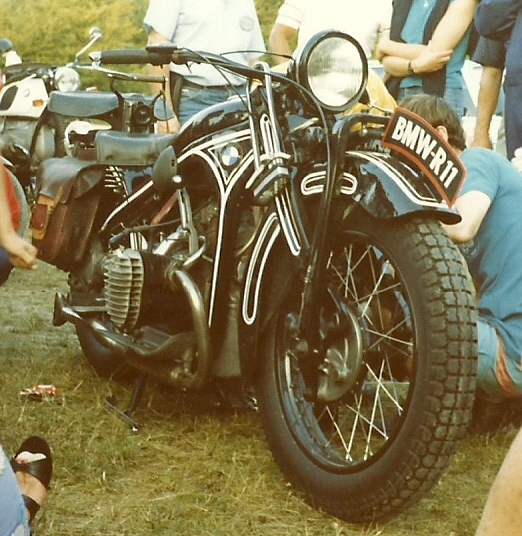
BMW R 11, Baujahr 1929

Die BMW R 11 war das erste Tourenmotorrad in der 750-cm³-Klasse des deutschen Motorradherstellers BMW mit einem Pressstahlrahmen in Doppelschleifenform nach dem Vorbild der Presstahl-Motorräder von Ernst Neumann-Neander.
In der Bauzeit von 1930 bis 1934 wurden 7500 R 11 produziert.

## Geschichte
Auf der Londoner Olympiashow im November 1928 präsentierte BMW mit der R 11 und der R 16 die ersten Motorräder mit Pressstahlrahmen.
In den Preislisten Nr. 37 und Nr. 38 vom Januar und Februar 1929 waren die Motorräder mit Pressstahlrahmen für das „Frühjahr 1929“ angekündigt; in der Preisliste Nr. 39 vom März 1929 waren sie nicht mehr gelistet.
Die Auslieferung der Motorräder begann in Deutschland erst im Sommer 1930.

## Technik

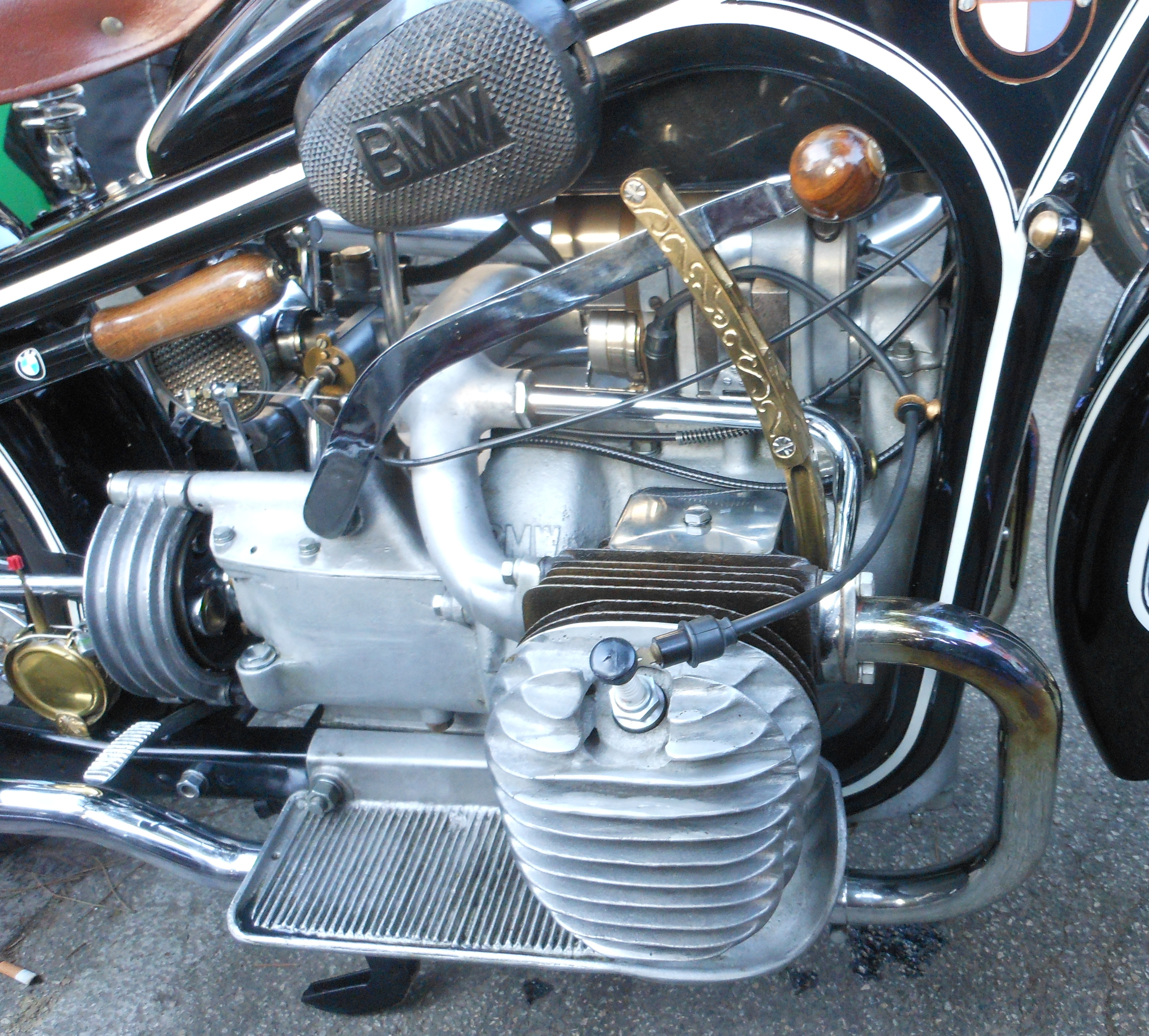
Motor, Serie 1 (1929)

### Motor
Der Motor mit der Bezeichnung M 56 war als längs eingebauter Zweizylinder-Boxer-Viertaktmotor mit SV-Ventilsteuerung ausgelegt.

#### Aufbau
Das Motorgehäuse war horizontal teilbar.
Ein Zwischenzahnrad oberhalb der Kurbelwelle trieb die noch eine Ebene höher liegende Nockenwelle an, die wiederum über eine Steuerkette die Zündanlage in der nächsten Ebene antrieb. Beim Vorgänger R 62 wurde die Zündanlage noch durch ein Zahnrad von der Nockenwelle aus angetrieben.
Die Nockenwelle öffnete über kurze Gleitstößel die Ventile.

#### Zylinder
Die Zylinder aus Grauguss hatten abnehmbare Zylinderköpfe aus Leichtmetall und radial verlaufende Kühlrippen.

#### Vergaser
Der Vergaser, eine Eigenkonstruktion von BMW, saugte die Luft durch das Schwungradgehäuse an.
Die Gemischzusammensetzung („Luftschieber“) wurde über einen Hebel an der rechten Lenkerhälfte eingestellt.

### Getriebe
Die R 11 hatte ein handgeschaltetes Getriebe mit Antriebswelle auf der rechten Seite des ungefederten Hinterrades.
BMW bezeichnete die Kraftübertragung vom Getriebe zum Hinterrad als „Kardanantrieb“, die Antriebswelle als „Kardanwelle“ und das Getriebegehäuse am Hinterrad als „Kardangehäuse“ – technisch richtig war es lediglich ein Wellenantrieb des Hinterrades, da es keine Kardangelenke gab.
Das horizontal teilbare Getriebegehäuse war direkt an das Motorgehäuse angeflanscht. Die Eingangswelle mit drei Gängen wurde direkt von der Einscheiben-Trockenkupplung im Schwungrad der Kurbelwelle angetrieben. Die Ausgangswelle trieb über eine Hardyscheibe in direkter Verlängerung die Antriebswelle an.
Der Kickstarter wurde rechtwinklig zur Fahrzeuglängsachse betätigt.

### Versionen

#### Serie 3 (1932)
Mit der Serie 3 kam ein Vergaser von Sum zum Einsatz, der keine Gemischeinstellung mehr vorsah – der Lufthebel am rechten Lenker entfiel.

#### Serie 5 (1934)
Ab der Serie 5 wurde die R 11 auch mit zwei Vergasern von Amal angeboten, die jeweils einen eigenen Luftfilter hatten. Die zwei Vergaser ermöglichten eine Dauerleistung von 20 PS und den Einbau eines „Lichtbatteriezünders“ von Bosch mit 45 Watt.
Die Auspuffanlage wurde ebenfalls verlängert; damit konnten die Auspufftöpfe höher angeordnet werden.

## Technische Daten
| Kenngröße              | Daten der R 11                 |
| ---------------------- | ------------------------------ |
| Bohrung                | 78 mm                          |
| Hub                    | 78 mm                          |
| Hubraum                | 745 cm³                        |
| Verdichtungsverhältnis | 5,5 : 1                        |
| Leistung               | 18 PS (13,2 kW) bei 3400 min−1 |
| Höchstgeschwindigkeit  | 100 km/h                       |
| Leergewicht            | 162 kg                         |
| Tankinhalt             | 14 Liter                       |